# Noblesse oblige
«Noblesse oblige» [нобле́с обли́ж] — французский фразеологизм, означающий дословно — «благородное (дворянское) происхождение обязывает». Переносный смысл — «честь обязывает» или «положение обязывает» — власть и престиж накладывают известную ответственность.
Впервые зафиксировано в произведении Бальзака «Лилия долин» в 1835 году. Уже в 1837  году вышло за пределы Франции, будучи отмечено и в англоязычной переписке. В языковом контексте обычно цитируется по-французски, но на немецкий язык калькируется: нем. Adel verpflichtet. По правилам фонетики французского языка правильное произношение нобле́с обли́ж. Особое внимание следует обратить на ударение, которое во французском языке одноместное (то есть всё время падает на один и тот же слог — последний).
В романе «Лисия в долине», написанном в 1835 году и опубликованном в 1836 году, Оноре де Бальзак рекомендует молодому человеку определённые нормы поведения, завершая: «Всё, что я вам только что сказал, можно выразить одним старым словом: noblesse oblige!». Его совет включал в себя: «Другие будут уважать вас за отвращение к людям, совершившим отвратительные поступки».
Эта фраза высечена на скульптуре Ли Лори в здании Публичной библиотеки Лос-Анджелеса, построенной по проекту Бертрама Гудхью, входящей в иконографическую схему здания, разработанную Хартли Берром Александером.